# William So
William So Wing Hong (cinese tradizionale: 蘇永康; cinese semplificato: 苏永康; pinyin: Sū Yŏngkāng; jyutpig: Sou1 Wing5 Hong1; Hong Kong, 24 settembre 1967) è un cantante e attore cinese la cui famiglia è originaria della provincia di Xinhui, nel Guangdong.

## Carriera
Nel 1985, William So partecipò ad una competizione canora chiamata New Talent Singing Awards, nella quale vinse il secondo premio. Grazie al successo nella gara, gli venne offerto un contratto con l'etichetta discografica Capital Artists, che gli permise di dare avvio alla carriera come cantante professionista.
L'anno del maggior successo del cantante è stato il 1998, durante il quale è stato pubblicato il suo singolo di più grande fama Kiss More, Sad More. La canzone è stata utilizzata anche come sigla della fiction medica Healing Hands, nella quale William So ha recitato.

## Discografia

### Album studio
| Anno | Titolo                                                       | Pubblicazione     | Lingue            | Etichetta        |
| ---- | ------------------------------------------------------------ | ----------------- | ----------------- | ---------------- |
| 1989 | Insomia (失眠 )                                              | 12 dicembre 1989  | Cantonese         |                  |
| 1995 | The Passion of Love (最深刻的愛)                             | 22 dicembre 1995  | Cantonese         | Polygram Records |
| 1995 | If One Day I Forget (假使有日能忘記)                         | 24 aprile 1995    | Cantonese         | Go East          |
| 1996 | Red Fashion (紅式)                                           | 1º settembre 1996 | Cantonese         | Polygram Records |
| 1996 | Never Too Late To Love (愛上一個人永遠不會太遲)              | 1º giugno 1996    | Cantonese         | Go East          |
| 1997 | Love Is A Push In The Right Direction (情來自有康)           | 1º gennaio 1997   | Cantonese         | Go East          |
| 1997 | Good Music (蘇永康好音樂宣言)                                |                   | Cantonese         | Go East          |
| 1997 | Love Like Violent Radicalism and Blind Person (愛似狂潮盲人) | 1º marzo 1997     | cinese            |                  |
| 1997 | Speech Of Independence (獨立宣言)                            | 11 novembre 1997  | Cantonese         | Go East          |
| 1998 | Book of Relief (解脫書)                                      | 12 gennaio 1999   | cinese            |                  |
| 1998 | Nice So Nice (舊愛還是最美)                                  | 1º ottobre 1998   | cinese            |                  |
| 1998 | Never Feel Happy Alone (不想獨自快樂)                        | 1º settembre 1998 | Cantonese         | Go East          |
| 1999 | Too Nice                                                     | 1º febbraio 1999  | cinese            |                  |
| 1999 | To Love Someone Is Hard (愛一個人好難)                       | 1º giugno 1999    | cinese            | Go East          |
| 1999 | So Wing Hong Dressing Room (蘇永康的化妝間)                  | 12 ottobre 1999   | Cantonese, cinese |                  |
| 2000 | Because Love You (因為愛你)                                  | 17 marzo 2000     | Cantonese         | Go East          |
| 2000 | So's Time (蘇情時間)                                         | 1º maggio 2000    | cinese            |                  |
| 2001 | Infinite Undecesiveness (意猶未盡)                           | 16 febbraio 2001  | Cantonese         | Go East          |
| 2001 | Sadness Not Permitted (悲傷止步)                             | 19 ottobre 2001   | cinese            | Go East          |
| 2008 | Embrace (擁抱)                                               | 14 giugno 2008    | cinese            |                  |
| 2008 | So I Say                                                     | 14 novembre 2008  | Cantonese         | Gold Label       |

### Raccolte
| Anno | Titolo                                                         | Pubblicazione   | Lingue            | Etichetta |
| ---- | -------------------------------------------------------------- | --------------- | ----------------- | --------- |
| 1998 | The Best of William So (蘇永康宣言精選)                        | 1º maggio 1998  | Cantonese, cinese | Go East   |
| 2001 | William So Best Selection + Music Box (蘇永康好精選+Music Box) | 16 ottobre 2001 | Cantonese         | Go East   |
| 2002 | William So's Love Songs (康定情歌)                             | 6 aprile 2002   | Cantonese         | Go East   |
| 2002 | Super Nice                                                     | 13 giugno 2002  | cinese            |           |
| 2003 | Laughing(笑下去）                                              | 28 aprile 2003  | Cantonese         | Go East   |
| 2003 | The Selection of William So(蘇永康好精選)                      | 22 gennaio 2003 | Cantonese         | Go East   |
| 2006 | Love Music - So Wing Hong(愛音樂三人行)                        | 27 giugno 2006  | Cantonese         | Go East   |

### Live
| Anno | Titolo                                                                 | Pubblicazione   | Lingue            | Etichetta |
| ---- | ---------------------------------------------------------------------- | --------------- | ----------------- | --------- |
| 1997 | So's First Exciting Live (SO精彩第一次LIVE)                            |                 | Cantonese, cinese | Go East   |
| 1999 | William So's Concert (越唱越開心演唱會)                                | 1º aprile 1999  | Cantonese         | Go East   |
| 2002 | William So Live In Concert (蘇永康定情歌演唱會)                        | 1º agosto 2002  | Cantonese         | Go East   |
| 2003 | Andy Hui & William So Live With The Hong Kong Sinfonietta (安康演唱會) | 30 ottobre 2003 | Cantonese, cinese | Go East   |

## Filmografia

### Cinema
| Anno | Titolo                                        | Ruolo            |
| ---- | --------------------------------------------- | ---------------- |
| 1994 | A Taste of Killing and Romance (殺手的童話)   |                  |
| 1996 | Out of the Blur (廢話小說)                    |                  |
| 1997 | Tempting Heart (心動)                         |                  |
| 1997 | Fly Me to Polaris (星願)                      |                  |
| 2000 | Blue Moon (跑馬地的月光)                      |                  |
| 2001 | Police Station Number 7 (七號差館)            | Cameo            |
| 2001 | Love White Bread (愛情白麵包)                 |                  |
| 2001 | Perfect Match (月滿抱西環)                    |                  |
| 2002 | My Lucky Star (行運超人)                      | Cameo            |
| 2003 | Truth or Dare: 6th Floor Rear Flat (六樓后座) | Mr. Hung (康sir) |
| 2004 | Magic Kitchen (魔幻廚房)                      | Cameo            |
| 2008 | L for Love L for Lies (我的最愛)              | Cameo            |
| 2010 | 72 Tenants of Prosperity (72家租客)           |                  |
| 2011 | Summer Love (戀夏戀夏戀戀下)                  | Cameo            |
| 2011 | East Meets West 2011 (東成西就 2011)          |                  |
| 2012 | I Love Hong Kong 2012 (2012我愛HK 喜上加囍)   |                  |

### Televisione
| Anno | Titolo                                                | Ruolo                       |
| ---- | ----------------------------------------------------- | --------------------------- |
| 1987 | Genghis Khan (成吉思汗)                               |                             |
| 1987 | Foundling's Progress (男兒本色)                       |                             |
| 1987 | Young Beat (鐳射青春)                                 |                             |
| 1988 | A Friend In Need (飛躍霓裳)                           |                             |
| 1988 | Teenage No More (不再少年時)                          |                             |
| 1990 | Friends and Lovers (又是冤家又聚頭)                   |                             |
| 1992 | File of Justice (壹號皇庭)                            | Raymond Chow                |
| 1993 | To Chord the Victory (少年五虎)                       | Ah Ken                      |
| 1993 | File Justice III (壹號皇庭 III)                       | Raymond Chow                |
| 1994 | Glittering Moments (Catwalk 俏佳人)                   |                             |
| 1994 | File Justice III (壹號皇庭 III)                       | Raymond Chow                |
| 1995 | File Justice IV (壹號皇庭 IV)                         | Raymond Chow                |
| 1997 | File Justice V (壹號皇庭 V)                           | Raymond Chow                |
| 1998 | Healing Hands (妙手仁心)                              |                             |
| 2002 | A Case Of Misadventure (騎呢大狀)                     |                             |
| 2002 | The Monkey King: Quest for the Sutra (齊天大聖孫悟空) | Imperatore dragone dell'est |
| 2003 | Hail The Judge (新九品芝麻官)                         |                             |
| 2003 | Kung Fu Soccer (功夫足球)                             | Ospite                      |
| 2006 | Silence (深情密碼)                                    | Ospite                      |
| 2006 | Twisted Love (讓愛自由)                               |                             |
| 2006 | Hailed The Judge (棟篤狀王)                           |                             |
| 2007 | Stupid Kid (笨小孩) (ATV)                             |                             |
| 2008 | Central Women (中環女人) (ATV)                        |                             |
| 2010 | The Men of Justice (法網群英) (ATV)                   |                             |
| 2011 | ICAC Investigators 2011 (廉政行動2011)                |                             |

### Webserie
| Anno | Titolo                                          | Ruolo |
| ---- | ----------------------------------------------- | ----- |
| 2002 | Feel 100% (百分百感覺)                          |       |
| 2002 | Feel 100% Winter Love Song (百分百感覺冬日戀曲) |       |

## Premi
| Anno | Premio                                  | Categoria                                                  | Opera                                                        | Risultato      | Note   |
| ---- | --------------------------------------- | ---------------------------------------------------------- | ------------------------------------------------------------ | -------------- | ------ |
| 1989 | 1989 RTHK Top 10 Gold Songs Awards      | "Miglior Esordiente" 最有前途新人獎                        |                                                              | Terzo premio   | [ 1 ]  |
| 1989 | Ultimate Song Chart Awards 叱吒樂壇     | "Miglior Artista Maschile Esordiente" 叱吒樂壇生力軍男歌手 |                                                              | Secondo premio | [ 2 ]  |
| 1994 | 1994 Jade Solid Gold Top 10 Awards      | "Miglior Duetto"                                           | Never Liked Being Alone 從不喜歡孤單一個 (feat. Pang Ga-Lai) | Primo premio   | [ 3 ]  |
| 1994 | Metro Showbiz Hit Award 新城勁爆頒獎禮  | "Miglior Duetto" 新城勁爆合唱歌曲                          | Never Liked Being Alone 從不喜歡孤單一個 (feat. Pang Ga-Lai) | Vinto          |        |
| 1998 | Ultimate Song Chart Awards 叱吒樂壇     | "Miglior Canzone" 至尊歌曲大獎                             | Kiss More, Sad More 越吻越傷心                               | Vinto          | [ 4 ]  |
| 1998 | Ultimate Song Chart Awards 叱吒樂壇     | "Miglior Canzone" 我最喜愛的歌曲大獎                       | Kiss More, Sad More 越吻越傷心                               | Vinto          | [ 4 ]  |
| 1998 | 1998 Jade Solid Gold Top 10 Awards      | "Top 10"                                                   | Kiss More, Sad More 越吻越傷心                               | Vinto          | [ 5 ]  |
| 1998 | 1998 RTHK Top 10 Gold Songs Awards      | "Top 10"                                                   | Kiss More, Sad More 越吻越傷心                               | Vinto          | [ 6 ]  |
| 1998 | 1998 RTHK Top 10 Gold Songs Awards      | "Top 10 dei Migliori Artisti" 十大優秀流行歌手大獎         | Kiss More, Sad More 越吻越傷心                               | Vinto          | [ 6 ]  |
| 1998 | 1998 RTHK Top 10 Gold Songs Awards      | "Premio Leap all'Artista Maschile" 飛躍大獎                | Kiss More, Sad More 越吻越傷心                               | Primo premio   | [ 6 ]  |
| 1998 | 1998 RTHK Top 10 Gold Songs Awards      | "Premio Cinese Internazionale" 全球華人至尊金曲            | Kiss More, Sad More 越吻越傷心                               | Vinto          | [ 6 ]  |
| 1998 | Metro Showbiz Hit Awards 新城勁爆頒獎禮 | "Top 10"                                                   | Kiss More, Sad More 越吻越傷心                               | Vinto          | [ 7 ]  |
| 1998 | Metro Showbiz Hit Awards 新城勁爆頒獎禮 | "Premio Leap al Miglior Cantante" 新城勁爆歌手突破大獎     |                                                              | Primo premio   | [ 7 ]  |
| 1999 | 1999 Jade Solid Gold Top 10 Awards      | "Miglior Canzone di Gruppo"                                | 來夜方長 (feat. Kit Chan)                                    | Primo premio   | [ 8 ]  |
| 1999 | 1999 RTHK Top 10 Gold Songs Awards      | "Top 10 dei Migliori Artisti" 十大優秀流行歌手大獎         |                                                              | Vinto          | [ 9 ]  |
| 2000 | 2000 Jade Solid Gold Top 10 Awards      | "Miglior Canzone di Gruppo"                                | 將生活留給自己 (con Andy Hui, Mark Lui, Flora Chan, Rain Li) | Terzo premio   | [ 10 ] |
| 2001 | 2001 Jade Solid Gold Top 10 Awards      | "Miglior Canzone di Gruppo"                                | 意猶未盡 (feat. Rain Li)                                     | Primo premio   | [ 11 ] |
| 2001 | Metro Showbiz Hit Awards 新城勁爆頒獎禮 | "Top 10"                                                   | 意猶未盡 (feat. Rain Li)                                     | Vinto          | [ 12 ] |
| 2002 | Metro Showbiz Hit Awards 新城勁爆頒獎禮 | "Top 10"                                                   | I Promise After 我發誓以後                                   | Vinto          | [ 13 ] |